# Jean-Pierre Foucault
Jean-Pierre Foucault (pronunciació francesa: [ʒɑ̃ pjɛʁ fuko]; Marsella, 23 de novembre de 1947) és un locutor de la ràdio i presentador de la televisió francesa.
Va néixer a Marsella de mare jueva. El seu pare fou assassinat per desconeguts a Algèria el 1962. El 1967 va començar a treballar a Ràdio Montecarlo (RMC) amb Patrick Topaloff. Sis mesos després marxà a Europe 1 fins 1969, quan tornà a RMC, cadena en la que romandrà fins al 1989. Durant la seva estança fou guardonat amb un dels Premis Ondas 1973. El 1989 passà a RTL, però el 1994 tornà a RMC com a director de programes. El 1998 va formar part de l'accionariat de MFM i des del 2000 esdevindrà el braç dret del seu realitzador Emmanuel Petit. En 2001 va presentar el joc Quitte ou double a la ràdio RTL després de la marxa de Philippe Bouvard. De 2007 a 2011 va presentar La Bonne Touche amb Ciryl Hanouna, de 2011 a 2014 amb Christophe Dechavanne i des de 2014 amb Éric Laugérias i Jade.
D'altra banda, del 2000 al 2016 va presentar Qui Veut Gagner des Millions ?, la versió francesa Who Wants to Be a Millionaire?, i el 2002 Zone Rouge, la versió francesa de The Chair. També ha presentat Miss França des de 1996 i Miss Europa 2006.
Foucault va fer el seu propi paper en la pel·lícula de 2006 Mon Meilleur Ami dirigida per Patrice Leconte i protagonitzada per Dany Boon com a taxista que guanya el primer premi a Qui Veut Gagner des Millions?. Foucault ha compartit la seva vida amb Evelyn Jarre sense casar-se. Té una filla d'un matrinoni anterior, Virginia Foucault.